# Moje Öholm
Viktor Mauritz ("Moje") Öholm, född 21 december 1883 i Stockholm, död 14 september 1954 i Borlänge, var en svensk boktryckeriföreståndare och idrottsman.
Moje Öholm var son till skräddaren Carl Viktor Öholm och Maria Svensson. Han studerade boktryckaryrket under en vistelse i USA 1910–1912 och var senare faktor och boktryckeriföreståndare bland annat i Härnösand och Borlänge. Öholm var under 1900-talets första årtionde Sverige överlägset bäste hastighetsåkare på skridsko och nådde så hög klass, att flera av hans rekordnoteringar stod sig ända till 1940. Som skridskoåkare debuterade Öholm 1902 och blev 1906–1910 svensk mästare, 1907–1908 efter att ha segrat på alla distanser. Han blev europamästare 1907–1908 samt tredje man vid VM 1908. Under sin Amerikavistelse satte han 1911 kanadensiskt rekord på en halv engelsk mil med 1 minut 20 sekunder. Hans bästa resultat var på de vanliga distanserna: 2 minuter 23,6 sekunder på 1.500 meter, 9 minuter 1,2 sekunder på 5.000 meter och 18 minuter 24 sekunder på 10.000 meter, samtliga svenska rekord. Öholm, som åkte i en särskild stil, så kallad promenadstil, var mycket ambitiös och en föregångsman i fråga om träningsmetoder. Han var även framstående friidrottsman, särskilt häcklöpare, samt roddare och cyklist. Öholm var sekreterare i Svenska skridskoförbundet 1907–1909 samt Härnösands simsällskaps sekreterare 1928 och ordförande 1929. Han var även verksam som sportskribent, bland annat i Nordiskt Idrottslif samt utgav Hastighetsåkning på skridskor (1907).